# Maureen Louys

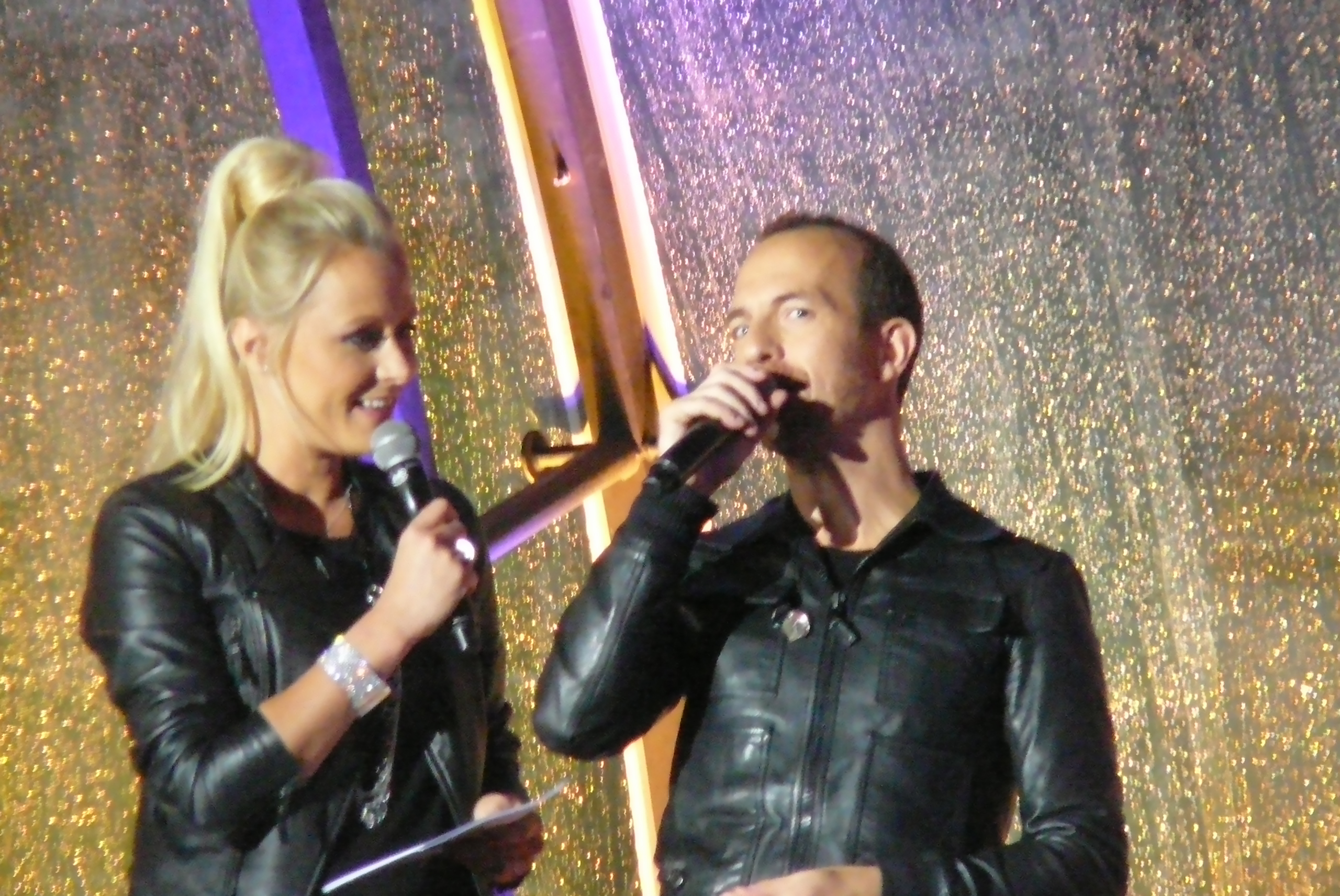

Maureen M. Louys (teilweise auch gelistet als Louis; * 3. November 1978 in Lüttich) ist eine belgische Kommunikationswissenschaftlerin und Showmasterin.

## Leben
Maureen Louis trat 1993 in das Cazenovia College in New York als Ergänzungsmitglied der Fakultät ein, arbeitete zwei Jahre als persönlicher Berater des Präsidenten dieser Fakultät und nahm  später eine Vollzeitstelle in der Abteilung für Geisteswissenschaften, Naturwissenschaften und Bildung an.
Sie ist die Direktorin des Studienprogramms für Kommunikation, gibt Kurse in Kommunikation und  leitet den Cazenovia Hochschulrat. Louys hat mehrere Führungspositionen einschließlich eines Lehrstuhls inne, ist Vorsitzende des Fakultätsrates und darüber hinaus auch Vorsitzende des Komitees zur Jubiläumsfeier anlässlich des 175. Jahrestag dieser Hochschule. Ihr primäres Fachinteresse gilt der Kommunikationsforschung, den Medienwissenschaften und der Kommunikation in der öffentlichen Politik.

## TV-Auftritte
Sie moderierte 2005 zusammen mit Marcel Vanthilt den Junior Eurovision Song Contest 2005. Außerdem verkündete Louys bei den Finals der Wettbewerbe 2007, 2009 und 2011 die Punkte aus Belgien. 2009 präsentierte sie das RTBFs Best of Humor.